# Synaptic (Software)
Synaptic ist eine auf GTK basierende grafische Benutzerschnittstelle (GUI) für das Advanced Packaging Tool (APT), der Paketverwaltung für Debian und auf Debian basierenden Linux-Distributionen. Synaptic ist zur Verwaltung von Debian-Paketen gemacht, kann aber auch mit RPM-Paketen umgehen. Es wird zum Installieren, Deinstallieren und zum Einspielen von Updates installierter Softwarepakete aus Repositorien, die als Quellen ebenfalls darüber verwaltet werden, verwendet.

## Funktionen
- Installieren, Entfernen, Up- und Downgraden einzelner und mehrerer Pakete
- Systemweites Upgrade
- Repositories als Quelle von Paketen verwalten
- Pakete nach Namen, Beschreibung und anderen Attributen suchen
- Sortieren und Filtern nach Status, Auswahl, Namen und selbst gesetztem Filter
- Anzeigen verfügbarer Onlinedokumentationen der Pakete
- Änderungsprotokoll der jüngsten Version eines Paketes herunterladen
- Ein Paket auf derzeitiger Version festhalten
- Erzwingen einer bestimmten Version bei der Installation des Paketes
- Rückgängig machen und Wiederherstellen von Auswahlen
- Eingebauter Terminalemulator für die Paketverwaltung
- Ermöglicht die Erstellung von Download-Skripten

Weitere Funktionalität:
- Pakete über das debconf System konfigurieren
- Schnellsuche von Xapian benutzen
- Bildschirmkopien von screenshots.debian.net zum Paket zeigen

## Anwendung
Das Konzept sieht vor, zuerst die Pakete und die anzuwendenden Operationen auszuwählen. Nach automatischer Abhängigkeitsprüfung und Aufzeigen von Konflikten bei Paketen mit identischer Funktion werden die Änderungen abschließend gesammelt ausgeführt.

## Geschichte
In Fortsetzung der Arbeit an apt-rpm, einer Schnittstelle, die es APT ermöglicht den RPM Package Manager zu benutzen, beauftragte Conectiva ihren Mitarbeiter Alfredo Kojima mit der Entwicklung einer grafischen Bedienoberfläche für APT. Synaptic nutzt das GUI-Toolkit GTK.
Bei der auf Debian basierenden Linux-Distribution Ubuntu ist Synaptic ab der Version 11.10 nicht mehr standardmäßig installiert, kann aber nachinstalliert werden.

## Abspaltungen
Obwohl Debian standardmäßig die Desktop-Umgebung Gnome verwendet, kann Synaptic in der Desktop-Umgebung K Desktop Environment (KDE) betrieben werden. Kynaptic war eine nicht mehr weiterwickelte Abspaltung von Synaptic für KDE, sein Nachfolger ist Adept und dessen Nachfolger wurde KPackageKit.